# León Rabduco
León Rabduco (en griego: Λέων Ῥαβδοῦχος; fl. 917) fue un noble y diplomático bizantino.
Al parecer, Rabduco era pariente del emperador reinante, de la dinastía macedónica, y cuñado del afamado diplomático León Querosfactes. En 917, era gobernador (estratego) del tema de Dirraquio, y fue enviado a reunirse con el señor serbio Pedro Gojniković (892-917) para convencerlo de que atacara a Simeón I de Bulgaria (893-927), con quien los bizantinos estaban en guerra. Rabduco lo consiguió, pero el ataque serbio fracasó y Pedro fue apresado por el enemigo. La obra De Administrando Imperio del emperador Constantino VII (913-959) también indica que Rabduco fue ascendido luego de protospatario a magistro y que fue logoteta postal (ministro de Relaciones Exteriores del imperio).